# São Tomé i Príncipe
São Tomé i Príncipe (en portuguès, São Tomé e Príncipe) és un estat insular localitzat al golf de Guinea. Està format per dues illes principals (São Tomé i Príncipe) i alguns illots, amb una extensió total de 964 km² i prop de 165.000 habitants. Com que és un estat insular no té fronteres terrestres, tanmateix, és relativament a prop de les costes del Gabon, Guinea Equatorial, el Camerun i Nigèria.

## Geografia
Les illes de São Tomé i Príncipe, situades sobre l'Atlàntic equatorial, a 300 km i 250 km respectivament de la costa nord-oest de Gabon, constitueixen l'estat més petit d'Àfrica. Les illes són part d'una cadena muntanyenca de volcans extints que inclouen també les illes d'Annobón al sud-oest i de Bioko al nord-est, que pertanyen a Guinea Equatorial, i la Muntanya Camerun a la costa oest d'Àfrica.
L'illa de São Tomé (836 km²) té una grandària de 50 km de llarg i 32 km d'ample i és la més muntanyenca de les illes. La seva màxima altura és el pico de São Tomé (2.024 m) i hi viu la major quantitat de població i es troba la capital del país, la ciutat de São Tomé.
L'illa de Príncipe (128 km²) té una grandària de 16 km de llarg i 6 km d'ample, i és la segona en grandària. Les muntanyes de Príncipe culminen en 948 m. També existeixen diversos illots deshabitats de menor grandària, que formen part del país: Ilhéu das Rolas, Ilhéu das Cabras, Ilheu Bom Bom, Ilhéu Caroço, Tinhosa Grande i Tinhosa Pequena.
Ecològicament, ambdues illes formen part de l'ecoregió denominada selva de terres baixes de São Tomé, Principe i Annobón. El clima és càlid i humit, amb una temperatura mitjana anual de 25 °C.

## Demografia
La població de l'arxipèlag s'estima en 178.734 habitants(2012):
Composició ètnica: Negres: 88%, Mestissos: 10%, blancs: 2%
Nacionalitat dels censats: sãotomencs: 173.027 habitants, Sãotomencs amb doble nacionalitat: 3.075, Estrangers: 2.637
Tots són descendents d'emigrants que van arribar a les illes des de 1485. El primer poblament reeixit (forçós) es va fer amb jueus sefardins espanyols per ordre del rei Joan II de Portugal.
Gairebé tota la població viu a l'illa de São Tomé, la resta de les illes inclosa Príncep no suma més de 10.000 habitants. Existeix un important flux emigratori cap a l'exterior, sent Portugal i Brasil les principals destinacions dels emigrants sãotomencs.

## Llengües
Les llengües oficials o nacionals són: el portuguès, el forro, i el principense.
El nombre de llengües pròpies de São Tomé i Príncipe són 4, totes vives avui en dia:
- Angolar: 5 000 parlants. Parlat al sud de l'Illa de São Tomé, sobretot al voltant del vilatge de São João dos Angolares i alguns al sud de la regió de Caué. És una llengua criolla basada en el portuguès.
- Portuguès de São Tomé i Príncipe: 2.580 parlants.
- Principense: 200 locutors, d'una població ètnica de 1 558 habitants. A l'Illa de Príncipe. També es pot anomenar Lun'gwiye o Moncó. És una llengua criolla basada en el portuguès.
- forro: 69.899 parlants. Parlat a l'Illa de São Tomé. També es pot dir São Tomense. És una llengua criolla basada en el portuguès.

A més a més, a São Tomé i Príncipe també es parlen altres llengües:
- Fang: 13.771 parlants.
- Llengües d'Angola Cap Verd i Moçambic.

## Cultura

### Festivitats
Festes i feriats nacionals
| Data           | Nom                                  | Nom local                    | Observacions |
| 1 de gener     | Any nou                              | Ano novo                     |              |
| 4 de gener     | Diada del Rei Amador                 | Rei Amador                   |              |
| 3 de febrer    | Diada dels màrtirs de l'alliberament | Martires da Liberdade        |              |
| 1 de maig      | Dia del treball                      | Internacional do Trabalhador |              |
| 12 de juliol   | Diada nacional                       | Dia nacional                 |              |
| 6 de setembre  | Dia de les forces armades            | Forças armadas               |              |
| 30 de setembre | Dia de les nacionalitzacions         | Nacionalizações              |              |
| 21 de desembre | Acord d'Alger                        | Acordo de Argel              |              |
| 25 de desembre | Nadal                                | Natal o Dia da família       |              |

Festes i feriats locals
| Data       | Nom                            | Nom local          | Observacions |
| 22 d'abril | Festa de la ciutat de São Tomé | Cidade de São Tomé |              |

Feriats amb dia variable
| Data     | Nom              | Nom local         | Observacions |
| Febrer   | Carnaval         |                   |              |
| Abril    | Divendres Sant   | Sexta Feira Santa |              |
| Abril    | Pasqua           | Pascoa            |              |
| Novembre | Dia dels difunts | Finados           |              |

## Organització político-administrativa

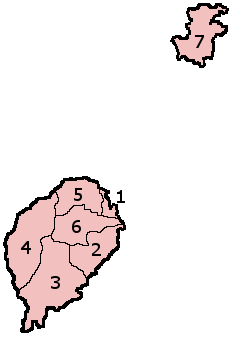

El país està dividit en dues províncies: São Tomé i Príncipe (aquesta última amb autogovern des del 29 d'abril de 1995).
Alhora està dividit en set districtes, sis a São Tomé i un a Príncipe:
1. Água Grande (São Tomé)
2. Cantagalo (Santana)
3. Caué (São João dos Angolares)
4. Lembá (Neves)
5. Lobata (Guadalupe)
6. Mé-Zóchi (Trindade)
7. Pagué (Santo António)

## Història
Foren descobertes pels navegants i exploradors portuguesos João de Santarém i Pêro Escobar que van navegar pel golf de Guinea durant la segona meitat del segle xv i van descobrir unes illes deshabitades, que van batejar São Tomé el 21 de desembre de 1471, primer anomenada São Antonio, Ano Bom, l'1 de gener de 1472 i O Principe, el 17 de gener de 1472.
La primera colonització reeixida de São Tomé va ser establerta en 1493 amb jueus sefardites exiliats d'Espanya per Álvaro de Caminha, que va rebre la terra com una concessió de la corona portuguesa. Príncipe va ser colonitzada en 1500 sota un acord similar. Per a la meitat del segle xvi, i amb l'ajuda dels esclaus, els colons portuguesos havien convertit a les illes en el principal exportador de sucre d'Àfrica. São Tomé i Príncipe van ser dominades i administrades per la corona portuguesa en 1522 i 1573, respectivament.
No obstant això, durant l'any 1595 va tenir lloc la famosa "Rebel·lió d'Esclaus" a São Tomé i Príncipe. Segons alguns documents històrics Rei Amador era 'un esclau', qui estava en contra de l'esclavitud i va mobilitzar a tots els angolares (habitants de les illes per aquell temps) així com altres africans per construir una nació lliure sobre aquestes illes. Entre 1595 i 1596 São Tomé i Príncipe va ser governat pels angolars, sota el comandament de Rei Amador. El 4 de gener de 1596, Rei Amador va ser capturat, condemnat a presó i assassinat pels portuguesos. Encara avui, és recordat amb molt afecte i és considerat heroi nacional a les illes.
El cultiu de sucre va declinar en els següents 100 anys, i cap a la meitat del segle xvii, Sao Tomé va passar a ser poc més que un port d'escala per a vaixells proveïdors de carbó. A principis del segle xix van ser introduïts dos nous cultius, cafè i cacau. Els rics sòls volcànics van semblar ser apropiats per a aquestes noves collites. Com a conseqüència, grans plantacions (roças), apropiades per les companyies portugueses o terratinents absentistes, van passar a ocupar gairebé tota la terra apta pel conreu. Pel 1908, São Tomé havia arribat a ser el major productor mundial de cacau, que, a més, era la collita més important del país.
El sistema de roças, que va donar als administradors de les plantacions un alt grau d'autoritat, va conduir als abusos contra els grangers africans. Encara que Portugal va abolir oficialment l'esclavitud en 1876, la pràctica del treball remunerat forçat va continuar. En els primers anys del segle xx, una controvèrsia publicitada internacionalment va descobrir que els contractistes angolenys van estar subjectes a treballs forçats i a condicions insatisfactòries de treball. El desordre laboral esporàdic i el descontentament van continuar al llarg del segle xx, culminant en un esclat de motins el 1953 en el qual diversos centenars de treballadors africans van morir en un enfrontament amb els seus governadors portuguesos. Aquesta massacre de Batepá segueix sent un fet important en la història colonial de les illes, i el govern recorda oficialment el seu aniversari.
Per als últims anys de la dècada de 1950, quan altres nacions emergents en el continent africà estaven exigint la independència, un petit grup de saotomencs havien format el Moviment per l'Alliberament de São Tomé i Príncipe (MLSTP), que va establir finalment la seva base al Gabon. Prenent ímpetu en els anys seixanta, els esdeveniments es van seguir ràpidament després del derrocament de la dictadura d'António de Oliveira Salazar i Caetano a Portugal a l'abril de 1974. El nou règim portuguès es va comprometre a la dissolució de les seves colònies d'ultramar. El novembre de 1974, els seus representants es van reunir amb el MLSTP a Alger i van elaborar un acord per a la transferència de la sobirania. Després d'un període de govern de transició, São Tomé i Príncipe va aconseguir la independència el 12 de juliol de 1975, escollint com a primer president al secretari general del MLSTP, Manuel Pinto da Costa.
En 1990, São Tomé es va convertir en un dels primers països africans a incorporar-se a la reforma democràtica, i els canvis en la constitució -la legalització dels partits polítics de l'oposició- va conduir a eleccions el 1991 que van ser pacífiques, lliures i transparents. Miguel Trovoada, un ExPrimer Ministre que havia estat en l'exili des de 1986, va tornar com a candidat independent i va ser elegit president. Trovoada va ser reelegit en la segona elecció presidencial multipartidista de Sao Tomé el 1996. El Partit de la Convergència Democràtica (PCD) va derrocar al MLSTP per prendre la majoria dels escons en l'Assemblea Nacional, amb el MLSTP convertint-se en una minoria important i vocal. Eleccions municipals van seguir el 1992, en les quals el MLSTP va tornar a guanyar una majoria d'escons en cinc dels set concejos regionals.
A les primeres eleccions legislatives a l'octubre de 1994, el MLSTP va guanyar una majoria d'escons en l'Assemblea. Reconquerí una majoria total de seients en les eleccions de novembre de 1998. Les eleccions presidencials es van celebrar al juliol de 2001. El candidat recolzat pel Partit Independent d'Acció Democràtica, Fradique de Menezes, va ser triat en la primera volta i instal·lat al govern el 3 de setembre. Després, al març de 2002, es van celebrar unes eleccions parlamentàries que van portar a un govern de coalició després que cap partit aconseguís una majoria d'escons. Un intent de cop d'estat per uns membres dels militars i el Front Demòcrata Cristiano (majorment representants dels exvoluntaris santotomencs de l'exèrcit sud-africà de l'era de l'apartheid) al juliol de 2003 va ser revertit per mediació internacional, fins i tot l'nord-americana, sense vessament de sang. Al setembre de 2004, el president Menezes va acomiadar al primer ministre i va nomenar un nou gabinet, el qual va ser acceptat pel partit majoritari.

## Economia
Des de 1800, l'economia de São Tomé i Príncipe es va basar en l'agricultura. En el temps de la independència, les plantacions que posseeixen els portuguesos ocupaven el 90% de les terres cultivables. Després de la independència, el control d'aquestes plantacions van passar a diverses empreses agrícoles estatals, que es van privatitzant amb el temps. El cultiu dominant a São Tomé i Príncipe és el cacau, que representa un 95% de les exportacions. Altres productes són la copra, margallons, banana i cafè.
La producció domèstica és inadequada per al consum local, per la qual cosa el país importa part d'aquest menjar. Han estat empresos els esforços que ha vingut fent el govern en els últims anys per expandir la producció alimentosa i uns altres grans projectes, la majoria d'ells, finançats per donants estrangers.
A més de l'agricultura, la principal activitat econòmica és la pesca i petites indústries del sector alimentós. Els paisatges de les illes tenen un potencial atractiu turístic, i el govern està tractant de millorar la infraestructura del lloc, que fins al moment és precària. El sector del govern representa un 11% de l'ocupació.
Després de la independència, el país ha centralitzat la seva economia i la majoria dels mitjans de producció són i estan controlats per l'Estat. La Constitució garanteix una economia mixta, amb cooperatives privades combinades amb propietat i mitjans de producció pública. En la dècada dels 80 i els 90, l'economia de Sao Tomé va travessar grans dificultats. L'economia es va veure estancada, i les exportacions de cacau van caure tant en valor, com en volum, creant grans dèficits. Els esforços per redistribuir les terres per a la plantació van resultar en un descens de la producció del cacau. Al mateix temps, els preus internacionals del cacau van caure.
En resposta a la crisi econòmica, el govern va dur a terme una sèrie de reformes. En 1987, es va implementar un programa d'ajust del Fons Monetari Internacional (FMI) i es va convidar a capitals privats a participar en activitats relacionades amb l'agricultura, el comerç, els bancs i el turisme. Les reformes dels noranta es van centrar en la privatització, especialment en l'agricultura i els sectors industrials.
El govern saotomenc ve obtenint ajuda estrangera de diversos donants, inclòs el Programa de les Nacions Unides per al Desenvolupament, el Banc Mundial, la Unió Europea, Portugal, Taiwan, i el Banc de Desenvolupament Africà. A l'abril de 2000, el FMI va aprovar una reducció de la pobresa i instal·lació del creixement per a São Tomé que tenia com a resultat reduir la inflació a un 3% en 2001, creixement de l'economia a un 4% i reducció del dèficit fiscal. A la fi de 2000, el país va ser reconegut pel seu significant reducció en el seu deute.
En 2001, São Tomé i Nigèria van arribar a un acord per a l'exploració conjunta de les aigües reclamades per tots dos països a la província del Delta Nigerià.
Actualment s'està intentant potenciar el turisme encara que ara com ara l'existència d'aquestes illes és pràcticament desconeguda per a la majoria de les agències de viatges no portugueses. L'emissió de segells postals, principalment destinat al col·leccionisme filatèlic, és també una important font d'ingrés per a la seva economia.

## Govern i política
São Tomé i Príncipe funciona sota un sistema multipartidista des de 1990. El president de São Tomé i Príncipe és elegit per vot secret, universal i directe per un període de 5 anys. El president pot ser reelegit fins al terme de dos períodes consecutius. El primer ministre és nomenat pel president, i els catorze membres del gabinet són triats pel primer ministre.
L'Assemblea Nacional de São Tomé i Príncipe, l'òrgan suprem de l'Estat i el més alt cos legislatiu, està compost per 55 membres, els quals són elegits per un període de 4 anys.
La Justícia és administrada per la Cort Suprema. El poder judicial és independent, segons el que estableix l'actual Constitució.
São Tomé posseeix un bon nivell pel que fa a Drets Humans, incloent-hi la llibertat d'expressió i de premsa, igual que la de formar partits d'oposició.